# Valle di Cagayan
La Valle di Cagayan (Regione II; in tagalog: Lambak ng Kagayan; in inglese: Cagayan Valley; in spagnolo: Valle del Cagayán) è una regione amministrativa delle Filippine. È composta da cinque province: Batanes, Cagayan, Isabela, Nueva Vizcaya e Quirino, per la precisione. La città di Tuguegarao in Cagayan è il capoluogo regionale.

## Geografia fisica

### Suddivisioni amministrative
La regione si suddivide in 5 province. Vi sono poi altre 2 città componenti, una indipendente, e 90 municipalità.

#### Province
- Batanes
- Cagayan
- Isabela
- Nueva Vizcaya
- Quirino

#### Città
Città indipendenti:
- Santiago

Città componenti:
- Cauayan
- Tuguegarao